# Lamposaari (ö i Norra Savolax, Nordöstra Savolax, lat 63,20, long 28,41)
Lamposaari är en ö i Finland. Den ligger i sjön Ala-Siikajärvi och i kommunen Kuopio (tidigare Juankoski) i den ekonomiska regionen  Nordöstra Savolax ekonomiska region  och landskapet Norra Savolax, i den centrala delen av landet, 400 km nordost om huvudstaden Helsingfors. Öns area är 2 hektar och dess största längd är 250 meter i sydöst-nordvästlig riktning.